# Ståle Sandbech
Ståle Sandbech (ur. 3 czerwca 1993 w Rykkinn) – norweski snowboardzista, specjalizujący się w half-pipie, slopestyle’u i w big air, mistrz świata i wicemistrz olimpijski.

## Kariera
Po raz pierwszy na arenie międzynarodowej pojawił się w 2008 roku, startując na mistrzostwach świata juniorów w Valmalenco, gdzie był czwarty w halfpipie. Podczas rozgrywanych dwa lata później mistrzostw świata juniorów w Cardronie zdobył złoty medal slopestyle’u, a w halfpipie zajął jedenastą pozycję. W zawodach Pucharu Świata zadebiutował 7 września 2008 roku w Cardronie, zajmując 40. miejsce w halfpipie. Pierwsze punkty wywalczył 31 października 2008 roku w Saas-Fee, zajmując 26. miejsce w tej konkurencji. Na podium zawodów tego cyklu po raz pierwszy stanął 30 października 2010 roku w Londynie, kończąc rywalizację w slopestyle’u na drugiej pozycji. Rozdzielił tam na podium Marko Grilca ze Słowenii i Belga Seppe Smitsa. Najlepsze wyniki w osiągnął w sezonie 2013/2014, kiedy to zajął 15. miejsce w klasyfikacji generalnej AFU, a w klasyfikacji slopestyle’u był czwarty.
W 2010 roku wystartował na igrzyskach olimpijskich w Vancouver., gdzie zajął 30. miejsce w halfpipie. Na rozgrywanych cztery lata później igrzyskach w Soczi wywalczył srebrny medal w slopestyle’u, w którym lepszy był tylko Sage Kotsenburg z USA. W 2017 roku wywalczył złoty medal w big air podczas mistrzostw świata w Sierra Nevada. Wyprzedził tam Chrisa Corninga z USA i swego rodaka, Marcusa Klevelanda. Wielokrotnie zdobywał medale Winter X-Games.

## Życie prywatne
Urodził się i wychował w położonym nieopodal Oslo miasteczku Rykkinn, ma starszego o szesnaście lat brata Frode i starszą o cztery lata siostrę Ninę. Razem z przyjaciółmi, z którymi wychował się na jednej ulicy założył grupę o nazwie RK1, do której należą również Len Jørgensen, Olav Stubberud i Alek Østreng.
Ze względu na kontuzję obydwu kolan w maju 2016 roku przeszedł dwie operacje. Po kilku miesiącach rehabilitacji w listopadzie próbował powrócić do sportu, jednak jedno z kolan wymagało powtórnego zabiegu. Do uczestnictwa w zawodach powrócił w styczniu 2017.
Prowadzi na YouTube kanał #StaleLife, na którym regularnie udostępnia vlogi; treści dotyczą głównie snowboardu, zawodów sportowych, surfingu i podróży. Za wizualną stronę przedsięwzięcia odpowiada Spencer "Spenny" Whiting, znany także pod pseudonimem Gimbal God.

## Osiągnięcia

### Igrzyska olimpijskie
| Miejsce | Dzień     | Rok  | Miejscowość | Konkurencja | Zwycięzca       |
| ------- | --------- | ---- | ----------- | ----------- | --------------- |
| 30.     | 17 lutego | 2010 | Whistler    | Halfpipe    | Shaun White     |
| 2.      | 8 lutego  | 2014 | Soczi       | Slopestyle  | Sage Kotsenburg |
| 4.      | 11 lutego | 2018 | Pjongczang  | Slopestyle  | Redmond Gerard  |

### Mistrzostwa świata
| Miejsce | Dzień    | Rok  | Miejscowość   | Konkurencja | Zwycięzca        |
| ------- | -------- | ---- | ------------- | ----------- | ---------------- |
| 1.      | 17 marca | 2017 | Sierra Nevada | Big air     | -                |
| 58.     | 9 lutego | 2019 | Park City     | Slopestyle  | Chris Corning    |
| 19.     | 12 marca | 2021 | Aspen         | Slopestyle  | Marcus Kleveland |
| 8.      | 16 marca | 2021 | Aspen         | Big air     | Mark McMorris    |

### Puchar Świata

#### Miejsca w klasyfikacji generalnej
- sezon 2008/2009: 255.
- sezon 2009/2010: 88.
  - AFU[6]
- sezon 2010/2011: 22.
- sezon 2011/2012: 26.
- sezon 2012/2013: 20.
- sezon 2013/2014: 15.
- sezon 2016/2017: 61.

#### Miejsca na podium w zawodach
1. Londyn – 30 października 2010 (big air) – 2. miejsce
2. Szpindlerowy Młyn – 16 marca 2013 (slopestyle) – 2. miejsce
3. Copper Mountain – 22 grudnia 2013 (slopestyle) – 1. miejsce
4. Laax – 18 stycznia 2019 (slopestyle) – 2. miejsce